# Erycibe glaucescens
Erycibe glaucescens är en vindeväxtart som beskrevs av Nathaniel Wallich och Jacques Denys Denis Choisy. Erycibe glaucescens ingår i släktet Erycibe och familjen vindeväxter. Inga underarter finns listade i Catalogue of Life.